# DXペディション

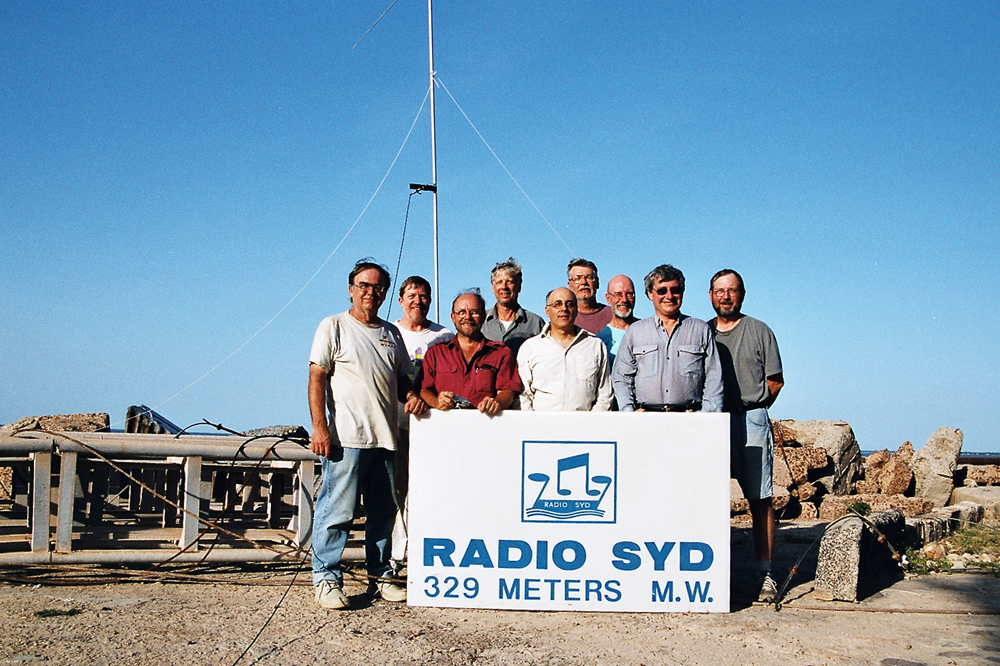
2003年10月に行われたガンビアでのDXペディションの様子

アマチュア無線においてDXペディション（ディーエックスペディション、DX-pedition）とは、常駐のアマチュア無線局が存在しない、または極端に少ない場所へアマチュア無線家が遠征してアマチュア無線の運用を行うことである。対象となる場所は、国、地域、島（DXCCにおけるエンティティ）や、地理的なグリッド（グリッド・ロケーターなど）である。"DX"は無線用語で「距離」や「遠方」の意味で、転じて「遠距離無線通信」の意味として使用される。DXペディションは"DX"と"expedition"（遠征）を組み合わせた言葉である。 

## 歴史
初期のDXペディションは、1920年代後半から1930年代にかけての、純粋な探検・地理的遠征の際に行われたもので、本国との長距離通信を行うために、アマチュア無線家が探険隊に1人は参加していた。探険隊に参加したアマチュア無線家は、探険の合間に、新しい国との通信をしたいアマチュア無線家と通信した。最も著名なのは、リチャード・バード探険隊の南極探検である。他に、1924年のスクーナー・カイミロア号による南太平洋の航海がある。この航海では、船のオーナーが航海を楽しんでいる間、同行したアマチュア無線家はアメリカのアマチュア無線家たちと通信を行い、QSLカードを送っていた。
探険へのアマチュア無線家の参加は第二次世界大戦後に再開され、例えば1948年のアッティリオ・ガッティらのアフリカ探険には、2人のアマチュア無線家、ビル・スナイダー(Bill Snyder, W0LHS)とボブ・レオ(Bob Leo, W6PBV)が同行した。1947年のトール・ヘイエルダールによるコンティキ号による航海では、通信にアマチュア無線（コールサインLI2B）のみが使用された。
アマチュア無線による通信を目的とする遠征は、ARRL元会長のロバート・W・デニストン(Robert W. Denniston, W0DX)が開拓した。デニストンの1948年のDXペディションは、バハマでコールサインVP7NGを使用して行われ、前年のヘイエルダールのコンティキ(Kon-Tiki)号探検になぞらえて"Gon-Waki"と呼ばれた。

## DXペディションとアワード
DXペディションは、アマチュア無線のアワード（賞）の獲得のために必要となる地域と通信をしたいアマチュア無線家のために企画・実施されている。多くの異なる国・地域と通信することによって獲得できるアワードが、様々な組織により主催されている。その中で最も有名なのが、ARRLが主催するDX Century Club(DXCC)である。このアワードは、世界の100の異なる「エンティティ」と通信することで獲得でき、最終的には全てのエンティティとの通信を目指す。
現在、DXCCのルールで定められているエンティティは340ある。エンティティは通常は国単位だが、政治的・物理的に隔絶されている島や地域は本国とは別エンティティとなる。例えば、アラスカ州とハワイ州は政治的にはアメリカ合衆国の一部であるが、地理的に隔絶されているため、アメリカ本国とは別エンティティである。小さな国は、たとえバチカンのような大きな国に囲まれた国であっても1エンティティとしてカウントされる。また、国際連合(4U)、国際民間航空機関(4Y)、世界気象機関(C7)のような独自のITUプリフィックスを持つ多国籍組織もエンティティである。このほか、サルデーニャ、マルタ騎士団、南極、西サハラなど、歴史的な、あるいは特別な地位にあるいくつかの地域が含まれている。ARRLによるエンティティの選定基準は1999年に変更された。それ以前の比較的緩いルールの下で導入されたエンティティで現行の基準を満たさなくなったものや、国の消滅などの情勢の変化により単独のエンティティとなる資格がなくなったものについては「削除済み」リストに記載され、エンティティが有効だった時期に行われた通信については引き続き有効としている。
イギリス無線協会が発行するIslands on the Air(IOTA)は、通信を行った島の数を表彰するものであり、アマチュア無線局のない島へのDXペディションが行われている。また、電波の到達距離が比較的短いVHF・UHF帯のために、グリッド・ロケーターを対象とするアワードも発行されており、同様にアマチュア無線局のないグリッドへのDXペディションが行われている。

## 場所
多くのDXペディションは、電源や物資などが十分に確保されている場所で行われている。カリブ海や太平洋の島国、ヨーロッパの小国家の多くは、人口は非常に少ないが、宿も信頼性の高い電源もあり、アマチュア無線の運用許可を容易に得ることができる。そのため、休暇に合わせてこのような国や島でDXペディションを行うアマチュア無線家は多い。このような休暇に合わせたDXペディションをDXバケーションと言う。
他方、アマチュア無線家が通信機器を使用することについて厳しい見解を示している国もある。そのような国で免許を取得しているアマチュア無線家は非常に少なく、訪問者が運用許可を取得したりアマチュア無線機器を持ち込んだりすることは非常に困難または不可能である。そのような国でDXペディションが行われるのはごく稀である。例としては、北朝鮮、アトス山、イエメンなどが挙げられる。1983年4月には、南沙諸島（スプラトリー諸島）にペディションに行く途中だったドイツ人グループが、安波沙洲でベトナム軍の守備隊に銃撃され、メンバーが死亡する事件が起きている。
また、極端なアクセスのしにくさからアマチュア無線の運用がほとんど行われない場所もある。例えば、ピョートル1世島、キャンベル島、クリッパートン島、ナヴァッサ島、デセチュオ島などである。
運用許可が下りた後は、機器や物資の輸送の手配をしなければならない。これには費用と危険が伴う。スカボロー礁のような満潮時にはほとんど水没してしまう環礁や、ピョートル1世島のような気候の悪い極地下の島々の場合もある。また、食料、水、電源などの基本的な物資にも気を配らなければならない。

## 機器と運用
運用許可や物資の問題に加えて、DXペディションの参加者は使用する無線機にも多くの注意を払っている。
DXCCのような人気のあるアワードにおいて非常に珍しい場所から運用した場合、一度に何百もの局が通信を求めてくる（これを「パイルアップ」という。pile upつまり山積み）ことがある。このため、DXペディション参加者は、世界中に強い信号を送り、避けられないパイルアップをコントロールし続けるために、できるだけ多くの周波数帯で強力で利得の高いアンテナを使用することを目指す。運用者はまた、パイルアップの信号に邪魔されることなく、遠隔地の局に自分の声が聞こえるようにするために、送信と受信の周波数を分ける「スプリットオペレーション」という運用方法をとることもある。これは、対蹠点効果を避ける目的もある。
DXペディション参加者は、目的地に到着したら、無線局をセットアップして運用を開始する。インターネットを利用してログをアップロードすることで、成立したか疑わしい通信を素早く確認できるようになり、また、QSLカードの交換もインターネット上で行えるようになったことで、以前よりもプロセスは楽になった。

## DXペディションとコンテスト
DXペディションは、コンテストに合わせて行われることも多い。これは、DXペディションでは多くの無線局と通信することになるため、コンテストに有利になるからである。

## 最も多くの通信を行ったDXペディション
2011年10月、Five Star DXers Associationが行ったキリバス・キリスィマスィ島へのDXペディション(T32C)では、213,169回の通信を記録した。これは、2008年2月にデュシー島でのDXペディション(VP6DX)で記録した183,686回を更新したものである。その前の記録は、2001年にコモロ諸島のグランドコモロ島のガラワ・ビーチ・ホテルでD68Cが達成した168,000回だった。
2012年1月にマルペロ島で行われたDXペディションでは、195,625回の通信が行われた。これは、メンバーがテント生活をし、ポータブル発電機で無線機を駆動したDXペディションでは過去最大の記録だった。

## 著名なDXペディション
- 2016年、ハード島(VKØEK)[9][10]  - DXペディションと科学探険を兼ねたもの。
- 2015年、ナヴァッサ島(K1N)[11] - DXマガジンとClubLogの調査により、多くのアマチュア無線家から最も必要とされたDXCCエンティティ。
- 2014年、アムステルダム島(FT5ZM)[12]
- 2013年、クリッパートン島(TX5K)[13]
- 2012年、キャンベル島(ZL9HR)[14]
- 1990年 ブーベ島（3Y5X）
- 1980年 サウスサンドウィッチ諸島（LU3ZY）この場所からの電波発射はこれ以後ない。